# Парксвілл (Британська Колумбія)
Парксвілл (англ. Parksville) — місто в Канаді, у провінції Британська Колумбія, у складі регіонального округу Нанаймо.

## Населення
За даними перепису 2016 року, місто нараховувало 12514 осіб, показавши зростання на 4,5%, порівняно з 2011-м роком. Середня густина населення становила 859,6 осіб/км².
З офіційних мов обидвома одночасно володіли 790 жителів, тільки англійською — 11 315, а 20 — жодною з них. Усього 970 осіб вважали рідною мовою не одну з офіційних, з них 5 — одну з корінних мов, а 45 — українську.
Працездатне населення становило 43,3% усього населення, рівень безробіття — 6,5% (6,1% серед чоловіків та 6,6% серед жінок). 82% осіб були найманими працівниками, а 16,9% — самозайнятими.
Середній дохід на особу становив $38 668 (медіана $30 545), при цьому для чоловіків — $46 049, а для жінок $32 610 (медіани — $38 460 та $25 192 відповідно).
29% мешканців мали закінчену шкільну освіту, не мали закінченої шкільної освіти — 15,4%, 55,5% мали післяшкільну освіту, з яких 30,8% мали диплом бакалавра, або вищий, 80 осіб мали вчений ступінь.
| Статево-вікова структура населення | Статево-вікова структура населення | Статево-вікова структура населення | Статево-вікова структура населення | Статево-вікова структура населення |
| ---------------------------------- | ---------------------------------- | ---------------------------------- | ---------------------------------- | ---------------------------------- |
|                                    |                                    |                                    |                                    |                                    |
| Всього                             | Всього                             | 45,4%54,6%                         |                                    |                                    |
| 0 — 14 років                       | 0 — 14 років                       |                                    | 9,3%                               | 9,3%                               |
| 15 — 64 років                      | 15 — 64 років                      |                                    | 48,4%                              | 48,4%                              |
| 65 і більше                        | 65 і більше                        |                                    | 42,4%                              | 42,4%                              |
| 85 і більше                        | 85 і більше                        |                                    | 6,2%                               | 6,2%                               |
| 100 і більше                       | 100 і більше                       |                                    | 0,1%                               | 0,1%                               |
| Середній вік (років)               | Середній вік (років)               | 53,055,7                           | 54,5                               | 54,5                               |
| Медіана (років)                    | Медіана (років)                    | 59,961,6                           | 60,9                               | 60,9                               |
| — чоловіки — жінки                 |                                    |                                    |                                    |                                    |

| Походження мешканців:     | Походження мешканців:     | Походження мешканців: | Походження мешканців: | Походження мешканців: |
| ------------------------- | ------------------------- | --------------------- | --------------------- | --------------------- |
| Походження                |                           |                       | осіб                  | %                     |
| Корінні американці        | Корінні американці        |                       | 645                   | 5.36%                 |
| Інше північноамериканське | Інше північноамериканське |                       | 2 865                 | 23.82%                |
| Європейське               | Європейське               |                       | 10 495                | 87.24%                |
| британське                | британське                |                       | 7 810                 | 64.92%                |
| французьке                | французьке                |                       | 1 320                 | 10.97%                |
| українське                | українське                |                       | 775                   | 6.44%                 |
| Латинськоамериканське     | Латинськоамериканське     |                       | 60                    | 0.5%                  |
| Карибське                 | Карибське                 |                       | 20                    | 0.17%                 |
| Африканське               | Африканське               |                       | 50                    | 0.42%                 |
| Азійське                  | Азійське                  |                       | 470                   | 3.91%                 |
| Океанійське               | Океанійське               |                       | 55                    | 0.46%                 |

| Зайнятість населення за галузями (за класифікацією NOC): | Зайнятість населення за галузями (за класифікацією NOC): | Зайнятість населення за галузями (за класифікацією NOC): | Зайнятість населення за галузями (за класифікацією NOC): | Зайнятість населення за галузями (за класифікацією NOC): |
| -------------------------------------------------------- | -------------------------------------------------------- | -------------------------------------------------------- | -------------------------------------------------------- | -------------------------------------------------------- |
|                                                          |                                                          |                                                          |                                                          |                                                          |
| Управління                                               | Управління                                               |                                                          | 8,8%                                                     | 8,8%                                                     |
| Бізнес, фінанси та адміністрування                       | Бізнес, фінанси та адміністрування                       |                                                          | 14,6%                                                    | 14,6%                                                    |
| Природничі та прикладні науки                            | Природничі та прикладні науки                            |                                                          | 5,2%                                                     | 5,2%                                                     |
| Охорона здоров'я                                         | Охорона здоров'я                                         |                                                          | 7,3%                                                     | 7,3%                                                     |
| Освіта, правозахист, муніципальні та урядові служби      | Освіта, правозахист, муніципальні та урядові служби      |                                                          | 11,6%                                                    | 11,6%                                                    |
| Мистецтво, культура, відпочинок та спорт                 | Мистецтво, культура, відпочинок та спорт                 |                                                          | 2,5%                                                     | 2,5%                                                     |
| Роздрібна торгівля та послуги                            | Роздрібна торгівля та послуги                            |                                                          | 30,4%                                                    | 30,4%                                                    |
| Гуртова торгівля, транспорт та обладнання                | Гуртова торгівля, транспорт та обладнання                |                                                          | 14,3%                                                    | 14,3%                                                    |
| Природні ресурси, сільське господарство                  | Природні ресурси, сільське господарство                  |                                                          | 3,8%                                                     | 3,8%                                                     |
| Виробництво                                              | Виробництво                                              |                                                          | 1,7%                                                     | 1,7%                                                     |

## Клімат
Середня річна температура становить 9,8°C, середня максимальна – 20,5°C, а середня мінімальна – -1,5°C. Середня річна кількість опадів – 1 141 мм.
| Клімат поселення                              | Клімат поселення | Клімат поселення | Клімат поселення | Клімат поселення | Клімат поселення | Клімат поселення | Клімат поселення | Клімат поселення | Клімат поселення | Клімат поселення | Клімат поселення | Клімат поселення | Клімат поселення |
| Показник                                      | Січ.             | Лют.             | Бер.             | Квіт.            | Трав.            | Черв.            | Лип.             | Серп.            | Вер.             | Жовт.            | Лист.            | Груд.            |                  |
| Середній максимум, °C                         | 8,07             | 9,26             | 10,89            | 13,33            | 16,72            | 19,47            | 20,22            | 20,50            | 17,54            | 12,92            | 8,84             | 6,62             |                  |
| Середня температура, °C                       | 3,26             | 4,46             | 6,08             | 8,51             | 11,90            | 14,66            | 17,17            | 17,46            | 14,50            | 9,89             | 5,78             | 3,58             |                  |
| Середній мінімум, °C                          | −1,53            | −0,33            | 1,28             | 3,70             | 7,10             | 9,87             | 14,13            | 14,41            | 11,44            | 6,83             | 2,73             | 0,53             |                  |
| Норма опадів, мм                              | 183              | 117              | 110              | 69               | 52               | 46               | 25               | 35               | 38               | 110              | 186              | 170              |                  |
| Середньомісячна швидкість вітру, м/с          | 3.60             | 3.41             | 3.63             | 3.55             | 3.43             | 3.45             | 3.31             | 2.98             | 2.79             | 3.15             | 3.65             | 3.70             |                  |
| Середньомісячна сонячна радіація, кДж/м²·день | 2973             | 5744             | 9869             | 14870            | 18760            | 19943            | 20995            | 17972            | 12989            | 7039             | 3494             | 2346             |                  |
| --------------------------------------------- | ---------------- | ---------------- | ---------------- | ---------------- | ---------------- | ---------------- | ---------------- | ---------------- | ---------------- | ---------------- | ---------------- | ---------------- | ---------------- |
| Джерело:                                      |                  |                  |                  |                  |                  |                  |                  |                  |                  |                  |                  |                  |                  |